# サンタ・ドメーニカ・ヴィットーリア
サンタ・ドメーニカ・ヴィットーリア（イタリア語: Santa Domenica Vittoria, シチリア語: Santa Duminica）は、イタリア共和国シチリア州メッシーナ県にある、人口約900人の基礎自治体（コムーネ）。

## 地理

### 位置・広がり

#### 隣接コムーネ
隣接するコムーネは以下の通り。括弧内のCTはカターニア県所属を示す。
- フロレスタ
- モンタルバーノ・エリコーナ
- ランダッツォ (CT)
- ロッチェッラ・ヴァルデーモネ